# Гижицкий, Михаил Львович
Михаил Львович Гижицкий — политический деятель Украинской державы, член Союза земельных собственников, сподвижник П. П. Скоропадского.

## История
Из дворян, уроженец Киевской губернии.
В 1902 году с золотой медалью окончил Киевскую 4-ю гимназию и поступил на физико-математический факультет Университета Св. Владимира.
В 1918 году входил в офицерско-казацкую организацию «Украинская народная громада». Принимал деятельное участие в приведении к власти на Украине П. П. Скоропадского. Современники приписывали Гижицкому ключевую роль в с этих событиях.
В апреле 1918 года в Киеве при поддержке немецкой оккупационной администрации состоялся заговор с целью смещения социалистической Центральной рады и замены её на какую-то твёрдую авторитарную власть. В заговоре принимали участие Ф. А. Лизогуб, А. А. Вишневский, Б. А. Бутенко (бывший управляющий Подольской железной дорогой), Н. Н. Сахно-Устимович, Горностаев (бывший полицмейстер) и Гижицкий. От немцев присутствовали майоры Генерального штаба Альвенслебен и Гаазе. Д. В. Скрынченко в своем дневнике прямо говорил о том, что Гижицкий «устроил комедию избрания в гетманы Павла Скоропадского…» Журналист газеты «Голос Киева», сотрудник В. В. Шульгина, воспоминал, что накануне гетманского переворота он вёл переговоры с неким «Михаилом Львовичем», под описание которого по всем характеристикам подходит Михаил Львович Гижицкий:

— Нам помогают немцы.

…

— Но нужен человек.

— Человек есть…

Я вспомнил подхваченное на лету имя.

— Скоропадский?

— Вы осведомлены. Ну, так вот, через три дня начнется съезд хлеборобов. Нам нужно мобилизовать силы, чтобы всё прошло гладко…
Другой современник этих событий, В. М. Левитский, оставил такие воспоминания: 

Выборы же гетмана произошли так. К одному из русских офицеров вечером приехал… Гижицкий, вынул из кармана 5000 рублей и заявил: «Наберите 30 человек „для дела“. Пока пусть только ежедневно являются в назначенное вами место. Опоздавших исключайте. Платите по 15 рублей в день и выдайте 100 рублей единовременно»: желающих нашлось сколько угодно. Отбою не было… Через несколько дней им объявили, что их приведут в цирк, где они по данному знаку должны кричать: «Гетмана нам треба! Гетмана!» «Если кто будет возражать, спустите с лестницы, не считаясь ни с чином, ни с званием». Всё и было исполнено в точности. «Кричали честно», как сами потом, смеясь, рассказывали эти замечательные русские люди.
После успеха переворота 30 апреля 1918 года был назначен гетманом Скоропадским «Державным секретарём» в первом правительстве Скоропадского.
После падения Гетманата — в Вооруженных силах Юга России. Эвакуирован из Одессы в декабре 1919 — феврале 1920 годов.
На май 1920 года находился в Югославии. Умер в декабре 1941 года. Похоронен на Новом кладбище Белграда.

### Семья
Жена Александра Николаевна, дочь Татьяна (родилась около 1915 года).

## Комментарии
1. ↑  По мнению исследователей, мог принадлежать к известному роду Гижицких герба Годзава[2].